# Aleksandrov
Aleksandrov (Russisch: Александров) is een stad in de Russische oblast Vladimir en is het bestuurlijk centrum van het district Aleksandrovski. Nabij de stad ligt haar satellietstad Stroenino. De stad is gelegen in het zuidwesten van de Smolensk-Moskouhoogte aan de Klin-Dimitrievbergketen aan de rivier de Sjerna (zijrivier van de Kljazma). Aleksandrov ligt op 125 kilometer ten noordwesten van Vladimir en 120 kilometer ten noordoosten van Moskou.

## Geschiedenis
De plaats werd voor het eerst in het midden van de 14e eeuw genoemd in een oorkonde van Ivan I van Moskovië als Aleksandrovskaja Sloboda. De naam is afkomstig uit de Russische orthodoxie, maar onbekend is wie deze naam droeg. In 1513 werd buiten de plaats een klein jachtslot gebouwd met grote tuinen, waardoor het ook wel wordt aangeduid als het "Russische Versailles", dat dienstdeed als een paleis van Vasili III van Moskou. Van 1564 tot 1581 was deze stad 17 jaar lang de hoofdresidentie van tsaar Ivan de Verschrikkelijke van Rusland. Ook daarna bleef de stad lange tijd van belang als tijdelijke residentie voor de tsaren.
In 1778 kreeg de plaats de status van stad en werd de naam veranderd naar de huidige naam Aleksandrov. In 1788 keurde tsarina Catharina II het eerste stadsplan van de stad goed, waarbij de weg vanuit Moskou diende als de centrale as en er aan beide zijden van de rivier werd gebouwd. In 1870 kwam Aleksandrov te liggen aan de spoorlijn van Moskou naar Jaroslavl en in 1874 werd een nieuw stadsuitbreidingsplan opgesteld, gebaseerd op het belang van de spoorlijn, die verdere ontwikkeling in het begin van de 20e eeuw bevorderde. Eind 19e eeuw ontstond een grote ontwikkeling van de textielindustrie en ontstonden handels- en belastingshuizen.

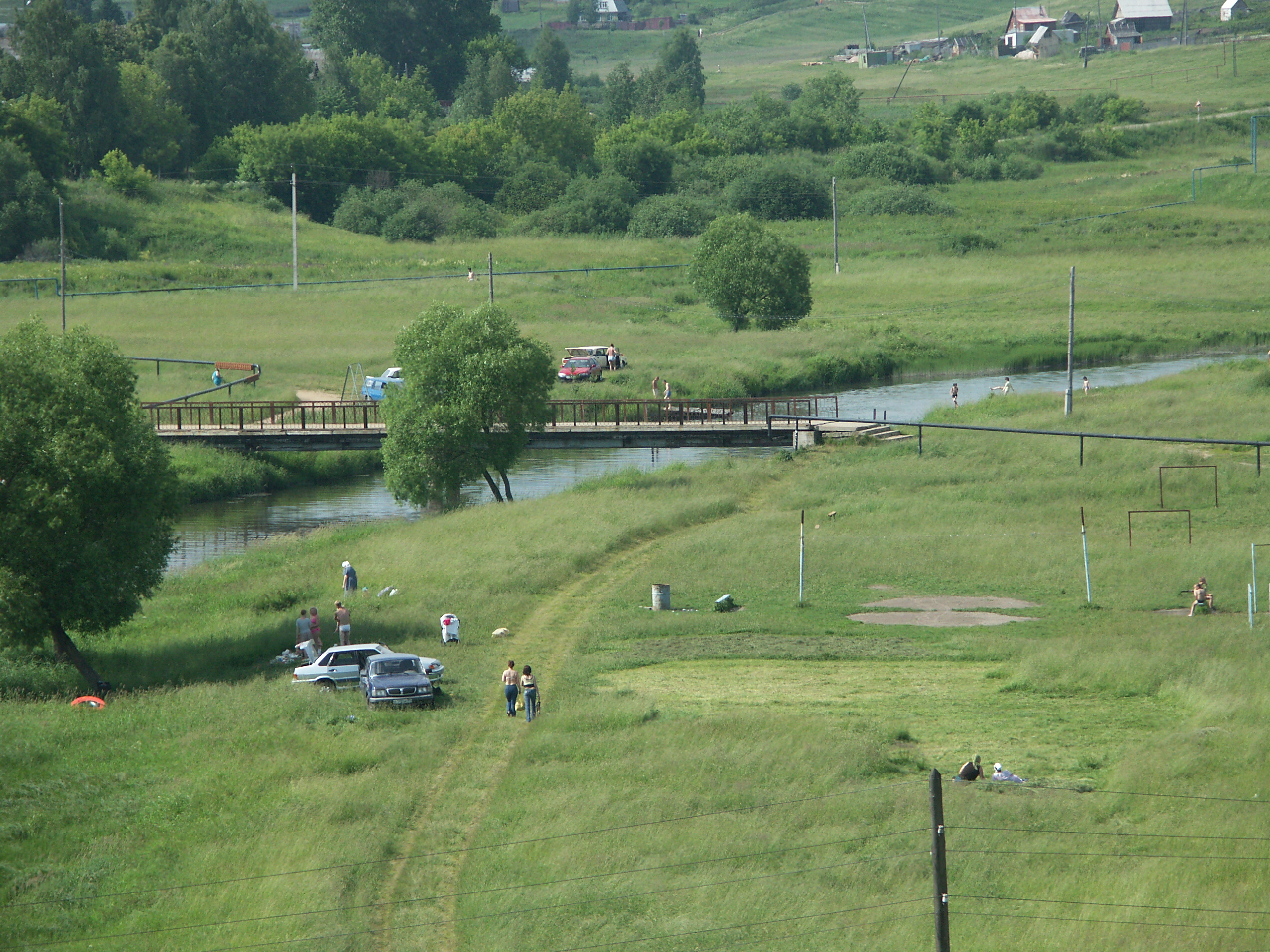
de rivier de Seraja bij Aleksandrov

## Bezienswaardigheden
In Aleksandrov zijn veel historische monumenten bewaard gebleven, daarom is deze stad populair als toeristische bestemming. Het bekendst is de Aleksandrovskaja Sloboda, waar zich veel kerken bevinden, zoals de Drievuldigheidskathedraal, de Hemelvaartskerk en de Kruisigingskerk. Daarnaast worden er veel zaken over het leven en werk van Ivan de Verschrikkelijke tentoongesteld, waaronder zijn ivoren troon. Tegenwoordig is de Aleksandrovskaja Sloboda een vrouwenklooster.
Aleksandrov behoort tot toeristische route Gouden Ring van Rusland.

## Demografie
| 1897  | 1939   | 1959   | 1970   | 1979   | 1989   | 2002   |
| ----- | ------ | ------ | ------ | ------ | ------ | ------ |
| 6.800 | 28.000 | 36.700 | 49.900 | 60.400 | 66.000 | 64.800 |